# سولشتورف
سولشتورف (به آلمانی: Sülstorf) یک شهر در آلمان است که در لودویگسلوست-پارشیم واقع شده‌است. سولشتورف ۹۵۰ نفر جمعیت دارد.